# Турву (Парана)
Турву (порт. Turvo)  —  муниципалитет в Бразилии, входит в штат Парана. Составная часть мезорегиона Юго-центральная часть штата Парана. Входит в экономико-статистический  микрорегион Гуарапуава. Население составляет 14 814 человека на 2006 год. Занимает площадь 902,246 км². Плотность населения — 16,4 чел./км².

## История
Город основан в 1982 году.

## Статистика
- Валовой внутренний продукт на 2003 год составляет 91 367 456,00 реалов (данные: Бразильский институт географии и статистики).
- Валовой внутренний продукт на душу населения на 2003 год составляет 6222,25 реалов (данные: Бразильский институт географии и статистики).
- Индекс развития человеческого потенциала на 2000 год составляет 0,692 (данные: Программа развития ООН).

## География
Климат местности: субтропический. В соответствии с классификацией Кёппена, климат относится к категории Cfa.